# Пропостниково
Пропостниково (рос. Пропостниково) — присілок в Великолуцькому районі Псковської області Російської Федерації.
Населення становить 38 осіб. Входить до складу муніципального утворення Пореченська волость.

## Історія
Від 2014 року входить до складу муніципального утворення Пореченська волость.

## Населення
| 2001 | 2002 | 2010 |
| ---- | ---- | ---- |
| 46   | ↗56  | ↘38  |